# برنس جاكوب
برنس جاكوب هو مغني وممثل هندي، ولد في 16 يوليو 1960.